# 邵建策
邵建策（？—？），字国献，號金门，浙江温州府永嘉县人。明朝政治人物。

## 生平
萬曆四十六年（1618年）戊午科浙江鄉試五十一名舉人，天啓二年（1622年）壬戌科会试三百八十二名，三甲三百十五名進士。吏部观政，四年授行人，崇祯三年考选，授应天府通判，四年官南京工部都水司主事，八年京察去职。墓在郭溪。

## 家族
曾祖邵曉，義官。祖父邵翰，署丞。父邵倬，字必明，万历四年丙子乡试亚魁，博学工诗，官金乡县教谕。